# Gornje Romanovce
Gornje Romanovce (en serbe cyrillique : Горње Романовце) est un village de Serbie situé dans la municipalité de Surdulica, district de Pčinja. Au recensement de 2011, il comptait 18 habitants.

## Démographie
| 1948 | 1953 | 1961 | 1971 | 1981 | 1991 | 2002 | 2011 |
| ---- | ---- | ---- | ---- | ---- | ---- | ---- | ---- |
| 525  | 579  | 596  | 481  | 319  | 93   | 50   | 18   |

|  |